# IC 4823
IC 4823 ist eine linsenförmige Galaxie vom Hubble-Typ S0-a im Sternbild Pfau am Südsternhimmel. Sie ist schätzungsweise 492 Millionen Lichtjahre von der Milchstraße entfernt und hat einen Durchmesser von etwa 160.000 Lichtjahren.
 Sie bildet mit PGC 62891 ein optisches Galaxienpaar.
Das Objekt wurde am 13. August 1901 von DeLisle Stewart.